# Bosenbach
Bosenbach település Németországban, Rajna-vidék-Pfalz tartományban. Lakosainak száma 728 fő (2023. december 31.).

## Népesség
A település népességének változása:
| Lakosok száma | 891  | 707  | 680  | 681  | 686  | 728  |
|               | 1975 | 2017 | 2019 | 2021 | 2022 | 2023 |